# Сарлошки вучји пас
Сарлошки вучји пас (хол. Saarlooswolfhond) је раса радних паса коју је створио Ландер Саарлос (1884-1969) укрштањем немачког овчара са вуком.

## Историја расе
Прво легло вучице Флере и мушког немачког овчара Герард-Ван-Франсенум добијено је 1925. године. За наставак селекцијског рада, из легла су одабрани најјачи и најотпорнији пси. Вукова крв је коришћена други пут 1962. године (вучица Флеур-II) и поново су из легла изабрани најбољи штенци. Селекција штенаца је обављена у узрасту од осам месеци, када су показали своје расположење и карактер. У овим експериментима постигнути су значајни успеси.
Након Сарлосове смрти 1969. године, његова жена и ћерка су наставиле експерименте. И након шест година рада, Холандски кинолошки савез препознао је нову расу, која је 1981. године регистрована код ФЦИ-а под именом Саарлоос Волфхонд.
Саарлос пси-вукови се користе у Холандији и другим европским земљама као водичи за слепе, за спасавање дављеника, заробљених у рушевинама иу другим екстремним ситуацијама. Али преовлађивање вучјих инстинкта међу представницима расе ограничава његову употребу као службених паса.

## Карактер
Саарлос вучји пси живе по закону чопора и власник је признат као вођа, без посебне обуке. Одликује их независност и истовремено - везаност за власника. Ови пси, попут вука, инстинктивно се држе безбедне удаљености од особе или животиње која би им могла наудити, и увек су спремни да се повуку ако се појави непосредна претња. Они не нападају особу без разлога, само из страха. Пси вукови могу драматично променити своје понашање у зависности од ситуације - од мирних, равнодушних до изненада агресивних. Вукови пси не лају, већ само понекад завијају као вук. И иако се сматрају службеним псима, имају добро развијен ловачки инстинкт и могу, попут вукова, ловити у чопору. Штавише, они прогањају животињу не само „користећи вид“, већ је јуре и помоћу чула мириса.

## Стандард расе
Кретање: типично за вука - лагано, широко; неприметно прелази из једног хода у други.
Висина и тежина: висина у гребену - мужјаци - 65-75 цм, женке - 60-70 цм; тежина - 36-42 кг.
Грађа тела: пропорционална. Дужина тела је нешто већа од висине у гребену.
Глава: приближна облику вучје главе, лобања у пределу чела је широка и благо заобљена према ушима, сужава се према очима, формира нос; јагодице су равне, окципитална избочина се не истиче; дужина круне и њушке су исте; режањ је широк и велик, може бити црн или браон; усне су припијене, суве, зуби оштри, у пуном саставу, моћни.
Очи: средње, бадемасте, жуте.
Уши: усправне, густе, средње величине, широке у дну, благо усмерене у страну, прекривене густом длаком.
Врат: сув, јак.
Торзо: грудни кош - широк, не би требало да иде испод лактова; Леђа су равна и јака, слабина мишићава, сапи благо нагнуте.
Удови: предњи удови витки, шапе благо окренуте у страну; скочни зглобови су мало ближе један другом; шапе су овалног облика, добро плетене, са благо закривљеним прстима и јаким јастучићима.
Реп: ниско постављен, сабљастог облика када мирује, више се подиже када се креће, али не би требало да буде превише покретан.
Длака: густа мекана поддлака и чврста заштитна длака, чврсто припијена, равна.
Боја: вучја, тамно сива или браонкаста.